# Vaughn Monroe
Vaughn Wilton Monroe (ur. 7 października 1911 w Akron, Ohio, zm. 21 maja 1973) – amerykański piosenkarz, trębacz, lider zespołu i aktor, który był popularny w latach 40. i 50. XX wieku. Monroe jest znany przede wszystkim ze swojego głębokiego, barytonowego głosu i charakterystycznego stylu, który uczynił go jednym z najbardziej popularnych artystów swojego czasu. Posiada dwie gwiazdy na Hollywoodzkiej Alei Gwiazd.

## Życiorys

### Młodość
Monroe urodził się 7 października 1911 roku w Akron w stanie Ohio. Ukończył Jeannette High School w 1929 roku. Po ukończeniu studiów uczęszczał do Instytutu Technologii Carnegie, gdzie był aktywnym członkiem bractwa Sigma Nu. Monroe uczęszczał do New England Conservatory przez jeden semestr w 1935 roku gdzie uczył się śpiewu u Clarence'a B. Shirleya.

### Kariera
Monroe założył swoją pierwszą orkiestrę w Bostonie w 1940 roku i został jej głównym wokalistą. Zaczął nagrywać dla wytwórni Bluebird, filii RCA Victor. Po tym, jak przestał występować, prowadził klub aż do śmierci w 1973 roku
Orkiestra Monroe miała wielu doskonałych muzyków, w tym przyszłego wielkiego gitarzystę jazzowego Bucky'ego Pizzarelli. 
Monroe intensywnie nagrywał dla RCA Victor do 1956 roku, a jego charakterystycznym utworem był „Racing With the Moon” (1941). Wśród innych jego hitów były „In the Still of the Night” (1939), „There I Go” (1941), „There I've Said It Again” (1945), „Let It Snow, Let It Snow, Let It Snow” (1946), „Ballerina” (1947), „Melody Time” (1948), „Riders in the Sky” (1949), „Sound Off” (1951) i „In the Middle of the House” (1956)

### Śmierć
Monroe zmarł 21 maja 1973 roku w Martin County Memorial Hospital na Florydzie, wkrótce po operacji żołądka z powodu krwawiącego wrzodu
Został pochowany w Fernhill Memorial Gardens and Mauzoleum w Stuart na Florydzie.

## Życie prywatne
Monroe poślubiła Marian Baughman 2 kwietnia 1940 roku w Jeannette w Pensylwanii. Mieli dwoje dzieci, Candace (ur. 1941) i Christinę (ur. 1944). Pozostali małżeństwem aż do śmierci Vaughna w 1973 roku
Monroe był licencjonowanym pilotem i często latał własnym samolotem Lockheed 12A na trasy koncertowe.
Monroe był wysoki i przystojny, co pomogło mu jako liderowi zespołu i piosenkarzowi. Nazywano go czasem „Barytonem z mięśniami”, „Głosem z włosami na piersi” lub „Skórzanymi płucami”.